# 百里基地訴訟
百里基地訴訟（ひゃくりきちそしょう）は、1977年に始まった、自衛隊の合憲性を争点とした訴訟である。百里裁判とも。

## 概要
茨城県小川町（現・小美玉市）に航空自衛隊の百里基地を設置する際、基地建設予定地を所有していた住民が、建設反対派の住民に売った土地の契約を解除して防衛庁（現・防衛省）にその土地を売った。このことで土地所有権の帰属に関連し、自衛隊の合憲性が争点となった。
第一審の水戸地裁では統治行為論が適用され、自衛隊は裁判所の審査対象にならないとされた。第二審の東京高裁では自衛隊への憲法判断自体を本件に関しては不必要とし、最高裁も第二審を支持する判決を出した。

## 裁判の流れ

### 第一審
1977年2月17日、水戸地裁は、憲法第9条に関して、「第9条は自衛のための戦争までを放棄したものではない」とし、「自衛隊は一見明白に"戦力"だと断定できない」としたが、「自衛隊の違憲性は裁判所の審査対象とすることはできない」と判断、統治行為論を適用し、自衛隊に関して合憲とも違憲ともしなかった。したがって、自衛隊の違憲性を求めた基地建設反対派の住民は敗訴となった。

### 第二審
1981年7月7日、東京高裁では、「本件は自衛隊が公序良俗違反かどうかを問題にしているに過ぎず、憲法判断の必要性自体が存在しない」とした。したがって、第二審においても基地反対派の住民は敗訴となった。

### 第三審
1989年6月20日、最高裁でも、第二審の判断を支持、憲法判断は不必要とし、基地反対派の住民の上告を棄却した。